# Jacques Bouchard
Pour les articles homonymes, voir Jacques Bouchard (universitaire) et Bouchard.
Jacques Bouchard (Montréal, 29 août 1930 - 29 mai 2006) est un publicitaire québécois. Il est considéré comme le père fondateur de la publicité au Québec. Il est connu pour avoir fondé et dirigé l'agence BCP et pour avoir publié, en 1978, le livre Les 36 cordes sensibles des Québécois.

## Biographie[1]
Il obtient un baccalauréat en sciences sociales à l'Université de Montréal. Peu après, il devient traducteur pour l'entreprise Steinberg, spécialisé dans le commerce au détail des aliments. 
Il travaillera successivement dans les agences de publicité Vikers & Benson, James Lovick et J. Walter Thompson. Il découvre que les campagnes publicitaires pour le marché québécois sont conçues dans des bureaux situés dans des villes anglophones du Canada, donc ignorantes de la spécificité québécoise. Chaque jour à son travail, comme bien des Québécois de l'époque (la révolution tranquille), il devait répondre à des ordres donnés en anglais, plutôt que de pouvoir prendre des initiatives. Dans son cas, cela voulait dire rédiger des traductions parfois ridicules, plutôt que de créer des publicités dans lesquelles les Québécois pourraient se reconnaître. Il finira par en avoir assez et décidera de faire les choses autrement. En 1959, il fonde et dirige Publicité-club de Montréal, un organisme destiné à faciliter la carrière des publicitaires québécois. Il fonde le cours de publicité offert par l'école des HEC Montréal et le Concours annuel de la publicité française.
En 1963, alors qu'il est directeur de la publicité et des relations publiques de la Brasserie Labatt, il fonde l'agence de publicité BCP avec l'aide de Jean-Paul Champagne et Pierre Pelletier. Elle sera un terreau fertile pour la prise en main par des Québécois des campagnes publicitaires ciblant le Québec. 
En 1968, il s'associe au Parti libéral du Canada de Pierre-Elliott Trudeau, pour préparer une campagne publicitaire distincte pour rallier l'électorat francophone. Il s'agit d'une première dans l'histoire politique canadienne.
En 1981, il fonde le Centre international de publicité sociétale (SOCIÉTAL), dans le but de promouvoir les types de publicités qui s'adressent aux citoyens.
Il prend sa retraite et séjourne en France pendant une quinzaine d'années avant de revenir au Québec, en 2004.
L'Office québécois de la langue française créé le prix Jacques-Bouchard en 1997 pour souligner la qualité du français dans la publicité québécoise. En 1988 à Paris, il est reconnu comme l'une des personnalités mondiales de l'année en communication. Il est membre de l'Ordre du Canada depuis 1999.
Il est décédé des suites d'un cancer, le 29 mai 2006.

## Les Publicités qui ont marqué le Québec
Selon Emmanuelle Garnaud-Gamache, productrice et animatrice de l'émission Invité de marque, Jean-Jacques Stréliski, véritable gourou publicitaire au Québec, Luc Dupont, professeur de publicité à l'Université d'Ottawa et René Gendreau, professeur à HEC Montréal, les publicités qui ont été les plus importantes au Québec sont celles de Jacques Bouchard pour Labatt, Lui, il connaît ça! , On est six millions, faut se parler et pour Coca-Cola. « Ces pubs ont une résonance identitaire, elle a donné une fierté aux Québécois» explique Jean-Jacques Stréliski. Il est également à l'origine de différents slogans de campagne publicitaire qui marqueront le Québec :  « Mon bikini, ma brosse à dents » pour Air Canada en 1972,  « Qu'est-ce qui fait donc chanter les p'tits Simard » pour les poudings Laura Secord en 1970, « Pop-sac-a-vie-sau-sec-fi-co-pin » pour les caisses Populaires Desjardins en 1969 et « On est 12 012 pour assurer votre confort » pour Hydro-Québec en 1971.

## Histoire de la publicité au Québec
En 1955, le Québec ne compte que trois agences de publicité francophones. Les publicitaires de langue française étaient une espèce assez rare. On en dénombrait, vers 1935, une vingtaine tout au plus à l'emploi des agences anglophones. Les publicitaires francophones occupaient, pour la plupart, des postes sans importance. Au mieux, ils pouvaient espérer devenir traducteur publicitaire un jour. Il semble que certains irréductibles francophones aient réussi à se démarquer et à se faire un nom dans les agences, mais bien peu si nous comparons à la masse de publicitaires anglophones. 
Entre 1939 et 1945, le besoin de propagande donne un élan important à la publicité canadienne et québécoise. C'est à l'époque de la deuxième guerre mondiale qu'on recense au Québec les deux premières campagnes de publicité conçues et produites entièrement en français : les ventes des Obligations de la Victoire et le recrutement des Forces armées pour la guerre de Corée. Le gouvernement fédéral sait bien que, à la suite de la conscription, un discours pour la défense de la couronne britannique, traduite de surcroît, n'aurait aucun succès auprès des Québécois.
L'apparition de la première station de télévision au Québec, la Canadian Broadcasting Corporation (CBC), en 1952, participera à l'avancement de la publicité au Québec. La version québécoise de la CBC s'est appelée la Société Radio-Canada. Le rôle premier de la Société Radio-Canada était de protéger la télévision québécoise de l'envahisseur américain et de promouvoir la culture canadienne.
La Société Radio-Canada a donc été un élément déterminant de l'amélioration du français dans la publicité de l'époque. Le français en publicité était, jusqu'alors, quelque chose de très peu d'importance. À cette époque, nombreux sont les exemples recensés de publicités remplies de fautes et d'anglicismes. C'est en 1945 que le Code de la publicité de la Société Radio-Canada voit le jour. Selon ce code, le français devait être irréprochable autant dans le contenu des émissions que dans les publicités. La rigueur de la Société Radio-Canada à appliquer son Code a donné un argument de plus pour que les grandes entreprises et les multinationales fassent un effort supplémentaire dans la conception de leurs publicités en français. 
Les années 1960 marquent un tournant important au Québec avec l'arrivée de Jean Lesage au pouvoir. C'est le début de la Révolution tranquille, période de changements majeurs du point de vue politique et sociologique. C'est une période de grandes réformes pendant laquelle l'État, par les nationalisations, prend de plus en plus de place tandis que l'Église, à travers la laïcisation des institutions, voit son influence diminuer grandement. 
C'est à la même époque, précisément en 1963, que Jacques Bouchard, Paul Champagne et Pierre Pelletier fondent à Montréal l'agence BCP, bientôt suivi par Claude Cossette qui fonde Cossette communication Marketing à Québec en 1964 .
Par la suite, la publicité francophone au Québec ne cesse de prendre davantage de place et le nombre d'agences d'origine québécoise d'augmenter.

## Œuvres
- La publicité, toute la publicité, rien que la publicité, Éditions de la Table ronde, Montréal, 1967, 114 p.
- Jacques Bouchard, Les 36 cordes sensibles des Québécois, Éditions Héritage, Montréal, 1978, 308 p.  (ISBN 0777339447)
- L'autre publicité : la publicité sociétale, Héritage, Saint-Lambert, 1981, 207 p.  (ISBN 0777354780)
- La vie de château : splendeurs et misères de deux Québécois en France, Québec Amérique, Montréal, 2003, 311 p.  (ISBN 2764403054) en collaboration avec Caroline Bouchard
- Les nouvelles cordes sensibles des Québécois, Éditions Les Intouchables, Montréal, 2006, 260 p.  (ISBN 978-2895492535)

## Honneurs
- 1987 - Ordre des francophones d'Amérique
- 1999 -  Membre de l'Ordre du Canada[5]
- 2002 -  Chevalier de l'Ordre national du Québec[6]
- 2004 - Médaille de l'Assemblée nationale[7]